# Beauchamp Tower (Ingenieur)

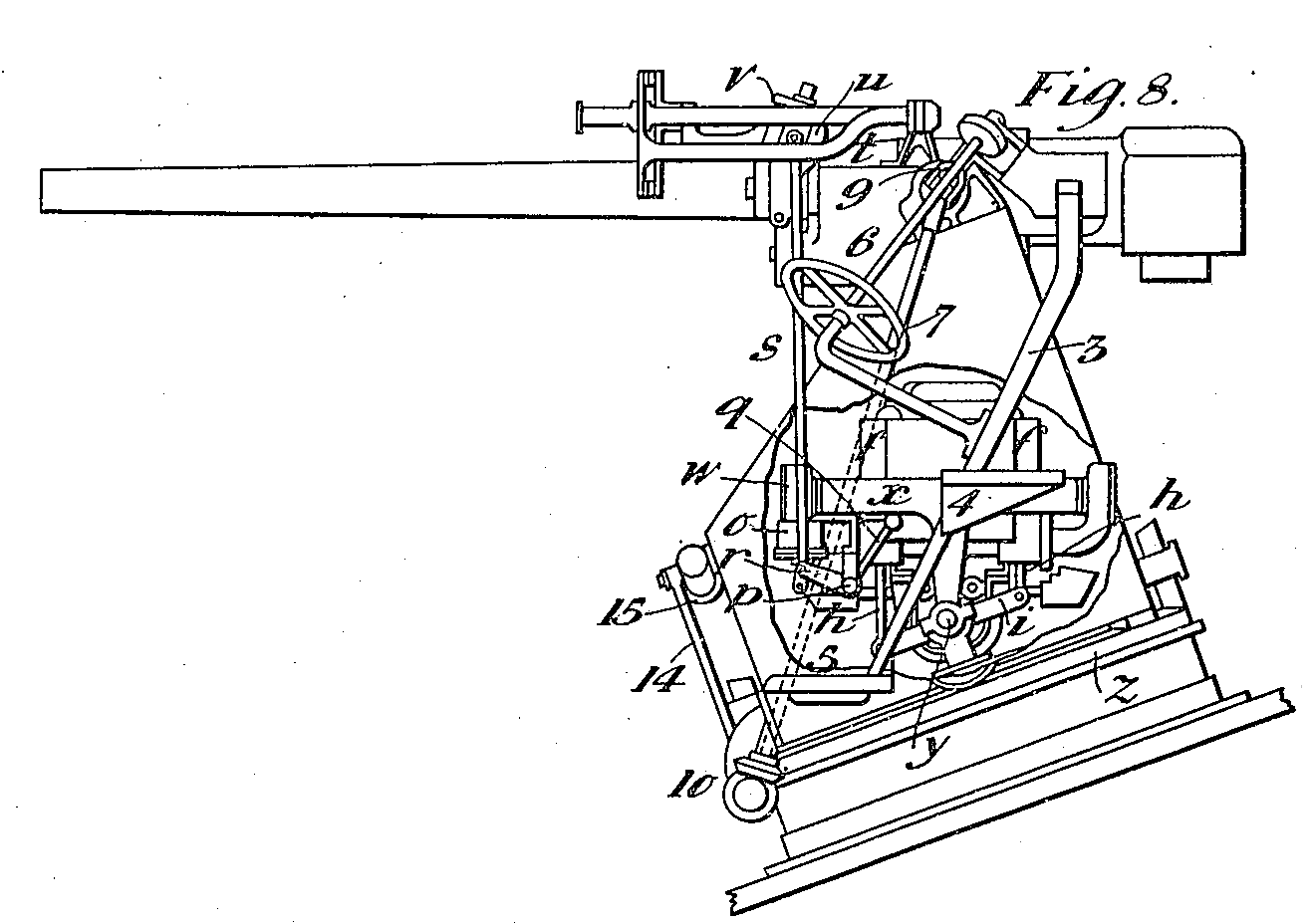
Apparatur zur Stabilisierung eines Geschützes auf einem Schiffsdeck

Beauchamp Tower (* 13. Januar 1845; † 31. Dezember 1904) war ein englischer Erfinder und Ingenieur.
Er ist vor allem bekannt durch seine Entdeckung der Vollfilm- bzw. hydrodynamischen Schmierung.
Des Weiteren hielt er mehrere Patente auf eine Apparatur, welche u. a. Geschütze auf dem Schiffsdeck stabilisieren sollte.